# 圭亞那擬線鱸
圭亞那擬線鱸（学名：Pseudogramma guineensis），也称几内亚拟线鲈，為輻鰭魚綱鱸形目鱸亞目鮨科的其中一種，其种加词“guineensis”意为“几内亚的”。分布於中東大西洋的赤道幾內亞海域，棲息深度18-20公尺，體長可達2.3公分，生活在礁石區，為底棲性魚類，屬肉食性，生活習性不明。